# Elsa Schiaparelli
Elsa Schiaparelli (Roma, 10 de setembre de 1890 - París, 13 de novembre de 1973) va ser una dissenyadora italofrancesa que va dirigir una casa de moda a la Plaça Vendôme de París des de la dècada de 1930 fins a la dècada de 1950. Voluntàriament provocadora i considerada avantguardista, és famosa per fer servir el seu característic color shocking pink ('rosa impactant') en les seves col·leccions.
Junt amb Coco Chanel, la seva gran rival, és considerada com una de les persones més prominents de la moda entre les dues guerres mundials. Els dissenys de Schiaparelli estaven molt influenciats pels dadaistes i pels surrealistes, especialment per Salvador Dalí, que va ser col·laborador seu des de 1936. Els complements i accessoris que produeix la seva casa de moda tenen un toc surrealista destaquen per l'originalitat que els confereixen artistes com ara Alberto Giacometti, Elsa Triolet o Meret Oppenheim. Entre les seves clientes hi havia Daisy Fellowes, l'actriu Mae West i la tenista Lilí Álvarez, per a qui va dissenyar la revolucionària faldilla pantaló que va lluir l'any 1931 en els tornejos Roland Garros i Wimbledon. Schiaparelli no es va adaptar als canvis de la moda després de la Segona Guerra Mundial i la seva casa de costura va tancar l'any 1954.
El 2012, la marca Schiaparelli va renéixer quan la va comprar Diego della Valle, propietari de diverses marques de moda, que havia comprat la firma el 2006 amb l'objectiu de retornar-li l'esplendor. Fixà la seu de nou a París, a la plaça Vendôme, al mateix local que ja havia ocupat Schiaparelli.